# Liga Leumit 1984-1985
La Liga Leumit 1984-1985 è stata la 44ª edizione della massima serie del campionato israeliano di calcio.
Presero parte al torneo 16 squadre, che si affrontarono in un girone all'italiana con partite di andata e ritorno. Per ogni vittoria si assegnavano tre punti e per il pareggio un punto.
Le ultime tre classificate sarebbero state retrocesse in Liga Artzit, dalla quale sarebbero state promosse le prime tre classificate.
Il torneo fu vinto, per la seconda volta consecutiva (e in assoluto), dal Maccabi Haifa.
Capocannoniere del torneo si confermò David Lavi, del Maccabi Netanya, con 18 goal.

## Squadre partecipanti
| Club                | Città       |
| ------------------- | ----------- |
| Beitar Gerusalemme  | Gerusalemme |
| Beitar Tel Aviv     | Tel Aviv    |
| Hakoah Ramat Gan    | Ramat Gan   |
| Hapoel Be'er Sheva  | Be'er Sheva |
| Hapoel Haifa        | Haifa       |
| Hapoel Kfar Saba    | Kfar Saba   |
| Hapoel Lod          | Lod         |
| Hapoel Petah Tiqwa  | Petah Tiqwa |
| Hapoel Tel Aviv     | Tel Aviv    |
| Maccabi Giaffa      | Giaffa      |
| Maccabi Haifa       | Haifa       |
| Maccabi Netanya     | Netanya     |
| Maccabi Petah Tiqwa | Petah Tiqwa |
| Maccabi Tel Aviv    | Tel Aviv    |
| Maccabi Yavne       | Yavne       |
| Shimshon Tel Aviv   | Tel Aviv    |

## Classifica finale
|                     | Pos. | Squadra             | Pt | G  | V  | N  | P  | GF | GS | DR  |
| ------------------- | ---- | ------------------- | -- | -- | -- | -- | -- | -- | -- | --- |
| Campione di Israele | 1.   | Maccabi Haifa       | 65 | 30 | 20 | 5  | 5  | 57 | 20 | +37 |
|                     | 2.   | Beitar Gerusalemme  | 60 | 30 | 17 | 9  | 4  | 52 | 27 | +25 |
|                     | 3.   | Shimshon Tel Aviv   | 49 | 30 | 13 | 10 | 7  | 29 | 20 | +9  |
|                     | 4.   | Maccabi Petah Tiqwa | 48 | 30 | 13 | 9  | 8  | 45 | 31 | +14 |
|                     | 5.   | Hapoel Haifa        | 44 | 30 | 11 | 11 | 8  | 30 | 26 | +4  |
|                     | 6.   | Hapoel Petah Tiqwa  | 43 | 30 | 11 | 10 | 9  | 30 | 27 | +3  |
|                     | 7.   | Maccabi Tel Aviv    | 42 | 30 | 9  | 15 | 6  | 34 | 23 | +11 |
|                     | 8.   | Maccabi Netanya     | 38 | 30 | 9  | 11 | 10 | 53 | 40 | +13 |
|                     | 9.   | Hapoel Tel Aviv     | 38 | 30 | 9  | 11 | 10 | 31 | 32 | -1  |
|                     | 10.  | Maccabi Yavne       | 36 | 30 | 8  | 12 | 10 | 34 | 38 | -4  |
|                     | 11.  | Hapoel Kfar Saba    | 33 | 30 | 6  | 15 | 9  | 26 | 33 | -7  |
|                     | 12.  | Maccabi Giaffa      | 33 | 30 | 8  | 9  | 13 | 30 | 40 | -10 |
|                     | 13.  | Hapoel Be'er Sheva  | 32 | 30 | 6  | 14 | 10 | 26 | 30 | -4  |
|                     | 14.  | Beitar Tel Aviv     | 31 | 30 | 7  | 10 | 13 | 28 | 43 | -15 |
|                     | 15.  | Hapoel Lod          | 23 | 30 | 5  | 8  | 17 | 15 | 55 | -40 |
|                     | 16.  | Hakoah Ramat Gan    | 19 | 30 | 2  | 13 | 15 | 17 | 52 | -35 |

## Verdetti
- Maccabi Haifa campione di Israele 1984-1985
- Beitar Tel Aviv, Hapoel Lod e Hakoah Ramat Gan retrocessi in Liga Artzit 1985-1986
- Bnei Yehuda Tel Aviv, Hapoel Gerusalemme e Maccabi Shearaim promossi in Liga Leumit 1985-1986